# North Edwards
North Edwards és una concentració de població designada pel cens dels Estats Units a l'estat de Califòrnia. Segons el cens del 2000 tenia 1.227 habitants.

## Demografia
Segons el cens del 2000, North Edwards tenia 1.227 habitants, 472 habitatges, i 336 famílies. La densitat de població era de 37 habitants/km².
Dels 472 habitatges en un 30,7% hi vivien nens de menys de 18 anys, en un 57% hi vivien parelles casades, en un 9,1% dones solteres, i en un 28,8% no eren unitats familiars. En el 25,8% dels habitatges hi vivien persones soles el 7,2% de les quals corresponia a persones de 65 anys o més que vivien soles. El nombre mitjà de persones vivint en cada habitatge era de 2,6 i el nombre mitjà de persones que vivien en cada família era de 3,11.
Per edats la població es repartia de la següent manera: un 26,8% tenia menys de 18 anys, un 8% entre 18 i 24, un 24% entre 25 i 44, un 28,6% de 45 a 60 i un 12,6% 65 anys o més.
L'edat mediana era de 40 anys. Per cada 100 dones de 18 o més anys hi havia 100 homes.
La renda mediana per habitatge era de 40.547 $ i la renda mediana per família de 44.125 $. Els homes tenien una renda mediana de 43.828 $ mentre que les dones 19.167 $. La renda per capita de la població era de 16.103 $. Entorn del 13,8% de les famílies i el 13,9% de la població estaven per davall del llindar de pobresa.

## Poblacions més properes
El següent diagrama mostra les poblacions més properes.